# マーク・ハーモン
マーク・ハーモン（Thomas Mark Harmon, 1951年9月2日 - ）は、アメリカ合衆国の俳優。カリフォルニア州バーバンク出身。

## 来歴
アメリカンフットボールの伝説的選手トム・ハーモンと女優エリス・ノックスの長男(第三子)として生まれる。カリフォルニア大学ロサンゼルス校（UCLA）在学中はアメリカンフットボールのクォーターバックとして活躍、大学では情報学を専攻し首席で卒業した。
俳優になってしばらくは芽が出ず、B級映画やテレビのソープオペラを主な活躍の場としていた。1988年の『プレシディオの男たち』での刑事役で演技力を評価され、30歳を過ぎてからスターダムを駆け上がった。
2012年10月1日、放送10周年を迎える『NCIS 〜ネイビー犯罪捜査班』の主演として、ハリウッド・ウォーク・オブ・フェームにマーク・ハーモンの星形プレートが埋め込まれた。
近年では代表作『NCIS 〜ネイビー犯罪捜査班』で製作総指揮としてクレジットされることも多く、スピンオフ・シリーズでもある『NCIS: ニューオーリンズ』や『ファミリー・ガイ』にも出演している。

## 人物
- 米「ピープル」誌で「最もセクシーな男」に選ばれたこともあるが、単なる二枚目俳優ではなく、数々のゴールデングローブ賞、エミー賞ノミネートの経歴を誇る演技派として知られている。

- 『NCIS』のヒット後、ギャラが1本6000万円と言われ、これはアメリカのテレビドラマ界においてトップクラスとされている[6]。

- 1987年に女優のパム・ドーバーと結婚し、二人の息子をもうけた[7]。長男のショーン・ハーモン（フランス語版）はマークが主演する『NCIS 〜ネイビー犯罪捜査班』で俳優デビューを果たした。

## 主な出演作品

### 映画
| 公開年 | 邦題 原題                                                                      | 役名                       | 備考                                                     |
| ------ | ------------------------------------------------------------------------------ | -------------------------- | -------------------------------------------------------- |
| 1978   | リトル・モー Little Mo                                                         | ノーマン                   | テレビ映画                                               |
| 1978   | カムズ・ア・ホースマン Comes a Horseman                                        | ビリー                     | 日本劇場未公開                                           |
| 1979   | ポセイドン・アドベンチャー2 Beyond the Poseidon Adventure                      | ラリー・シンプソン         |                                                          |
| 1980   | ドリーム・マーチャント/夢を売る男 The Dream Merchants                          | ジョニー・エッジ           | テレビ映画                                               |
| 1981   | 豪華客船ゴライアス号の奇跡 Goliath Awaits                                      | ピーター                   | テレビ映画                                               |
| 1984   | 砂漠の戦士/黒いライオン Tuareg - Il guerriero del deserto                      | Gacel Sayah                | 日本劇場未公開                                           |
| 1986   | L.A.恋愛大作戦/プールサイド・ダンディ Prince of Bel Air                        | ロビン・プリンス           | テレビ映画                                               |
| 1986   | ダブルフェイス The Deliberate Stranger                                         | テッド・バンディ           | テレビ映画                                               |
| 1986   | ハリー奪還 Let's Get Harry                                                     | ハリー                     |                                                          |
| 1987   | サマースクール Summer School                                                   | フレディ                   | 日本劇場未公開                                           |
| 1987   | ディア・アメリカ 戦場からの手紙 Dear America: Letters Home from Vietnam        |                            | 声                                                       |
| 1988   | プレシディオの男たち The Presidio                                              | ジェイ・オースティン       |                                                          |
| 1988   | 君がいた夏 Stealing Home                                                       | ビリー・ワイアット         |                                                          |
| 1989   | エリザベス・テイラー/七年目の愛情 Sweet Bird of Youth                          | チャンス・ウェイン         | テレビ映画                                               |
| 1989   | 3人の婚約者 Worth Winning                                                      | テイラー・ワース           |                                                          |
| 1991   | デリンジャー Dillinger                                                         | ジョン・デリンジャー       | テレビ映画                                               |
| 1991   | フォース・ストーリー/危険な誘惑 Fourth Story                                   | デヴィッド・シェパード     | テレビ映画                                               |
| 1991   | ロング・ロード/遥かなる旅路 Long Road Home                                     | アーティ・ロバートソン     | テレビ映画                                               |
| 1991   | 新・疑惑の影 Shadow of a Doubt                                                 | チャールズ                 | テレビ映画                                               |
| 1991   | ゴールド・レイダース Till There Was You                                        | フランク・フリン           | 日本劇場未公開                                           |
| 1991   | コールド・ヘブン/悪夢の再会 Cold Heaven                                        | アレックス・ダヴェンポート | 日本劇場未公開                                           |
| 1994   | ワイアット・アープ Wyatt Earp                                                  | ジョニー・ビーハン保安官   |                                                          |
| 1994   | ナチュラル・ボーン・キラーズ Natural Born Killers                              | ミッキー・ノックス         |                                                          |
| 1995   | マジック・ダイナソー Magic in the Water                                        | ジャック・ブラック         | 別題『恐竜伝説/オーキーからのメッセージ』 日本劇場未公開 |
| 1995   | 最後の晩餐/平和主義者の連続殺人 The Last Supper                                | Dominant Male              | 日本劇場未公開                                           |
| 1998   | ラスベガスをやっつけろ Fear and Loathing in Las Vegas                          | 雑誌記者                   |                                                          |
| 1999   | リメンバー・エイプリル I'll Remember April                                     | ジョン・クーパー           | 日本劇場未公開                                           |
| 2001   | クロスファイア・トレイル Crossfire Trail                                       | ブルース                   | テレビ映画                                               |
| 2001   | AND NEVER LET HER GO アンド・ネバー・レット・ハー・ゴー And Never Let Her Go   | トーマス                   | テレビ映画                                               |
| 2002   | ローカルボーイズ Local Boys                                                    | ジム・ウェズリー           | 日本劇場未公開                                           |
| 2003   | フォーチュン・クッキー Freaky Friday                                           | ライアン                   |                                                          |
| 2004   | チェイシング・リバティ Chasing Liberty                                         | ジェームス・フォスター     | 日本劇場未公開                                           |
| 2009   | Weather Girl                                                                   | デール                     |                                                          |
| 2010   | ジャスティス・リーグ Crisis On Two Earths Justice League: Crisis on Two Earths | スーパーマン               | 声の出演                                                 |
| 2025   | シャッフル・フライデー Freakier Friday                                         | ライアン                   |                                                          |

### テレビシリーズ
| 放映年    | 邦題 原題                                                            | 役名                                           | 備考                                                           |
| --------- | -------------------------------------------------------------------- | ---------------------------------------------- | -------------------------------------------------------------- |
| 1979-1980 | レスキュー240 240-Robert                                             | Dwayne 'Thib' Thibideaux                       | 計13話出演                                                     |
| 1980-1982 | フラミンゴ・ロード Flamingo Road                                     | フィールディング・カーライル                   | 計38話出演                                                     |
| 1983-1986 | St. Elsewhere                                                        | ロバート・コールドウェル博士                   | 計70話出演                                                     |
| 1987      | こちらブルームーン探偵社 Moonlighting                                | サム・クロフォード                             | 計4話出演                                                      |
| 1991-1993 | リーズナブル・ダウト 静かなる検事記録 Reasonable Doubts              | ディッキー・コブ                               | 計44話出演                                                     |
| 1996-2000 | シカゴ・ホープ Chicago Hope                                          | ジャック・マクニール                           | 計95話出演                                                     |
| 1998      | フロム・ジ・アース ［人類、月に立つ］ From the Earth to the Moon     | ウォリー・シラー                               | ミニシリーズ                                                   |
| 2002      | ザ・ホワイトハウス The West Wing                                     | サイモン・ドノヴァン（シークレット・サービス） | 計4話出演                                                      |
| 2003      | 犯罪捜査官ネイビーファイル JAG                                       | リロイ・ジェスロ・ギブス                       | 計3話出演                                                      |
| 2003-2021 | NCIS 〜ネイビー犯罪捜査班 NCIS: Naval Criminal Investigative Service | リロイ・ジェスロ・ギブス                       | 主演、計435話出演 兼製作総指揮                                 |
| 2004      | Retrosexual: The 80's                                                | 本人                                           | ミニシリーズ                                                   |
| 2012      | ファミリー・ガイ Family Guy                                          | リロイ・ジェスロ・ギブス                       | 声の出演 シーズン10第13話「Tom Tucker: The Man and His Dream」 |
| 2014-2021 | NCIS: ニューオーリンズ NCIS: New Orleans                             | リロイ・ジェスロ・ギブス                       | 計4話出演 兼製作総指揮                                         |
| 2024      | NCIS: オリジンズ NCIS: Origins                                       | リロイ・ジェスロ・ギブス                       | ナレーター 兼製作総指揮                                        |